# Мария Аделаида Французская
Мария Аделаида Французская (23 марта 1732, Версаль, Франция — 27 февраля 1800) — французская принцесса из династии Бурбонов.

## Биография
Она была четвёртой дочерью и шестым ребёнком короля Франции Людовика XV и его супруги королевы Марии Лещинской. Первоначально известная как Madame Quatrième («Мадам Четвёртая»), до смерти своей старшей сестры Марии-Луизы в 1733 году. Она была тогда известна как Madame Troisième («Мадам Третья»), и наконец, как Мадам Аделаида. Она пережила всех девятерых своих братьев и сестёр.
Мадам Аделаида выросла в тени своего брата, дофина Людовика, проживала в Версале со своей старшей сестрой Генриеттой Анной. Её младшие сёстры были отосланы жить в аббатство Фонтевро.
Мадам Аделаида была хранителем архива дофина Людовика Фердинанда (умершего в 1765 году) и дофины Марии Жозефы (скончавшейся в 1767 году), в котором находились наставления новому королю Франции. Этот документ зачитали 12 мая 1774 года на малом семейном совете в присутствии Людовика XVI. В документе были названы три возможные кандидатуры на пост первого министра — граф Морепа, герцог д’Эгийон и Машо д’Арнувиль.
С началом Великой Французской революции Мадам Аделаида с младшей сестрой Викторией переселилась в дворец Бельвю. В 1791 году они решили бежать из Франции. По дороге их задержали на несколько дней в городке Арне-ле-Дюк. Но в Париже выступил с речью в их защиту Мирабо, после чего им разрешили ехать дальше. Сестры отправились к своей племяннице Клотильде в Турин, потом перебрались в Рим. В 1796 году они прибыли в Неаполь, к родной сестре Марии-Антуанетты Марии-Каролине, затем в 1799 году перебрались на Корфу, и, наконец, переехали в Триест.
Мадам Аделаида умерла 27 февраля 1800 года в Триесте, последней из детей Людовика XV.